# David Gates
David Gates (Tulsa, 11 dicembre 1940) è un cantautore e musicista statunitense.
È noto per essere stato il cantante del gruppo soft rock degli anni settanta Bread.
Gates ha composto diverse canzoni per i Bread, come per esempio Make It with You (1970, numero 1 negli Stati Uniti), If (1971) e Aubrey (1972).
Goodbye Girl è il più grande successo della sua carriera da solista.

## Discografia

### Album in studio
- 1973 - First
- 1975 - Never Let Her Go
- 1978 - Goodbye Girl
- 1980 - Falling in Love Again
- 1981 - Take Me Now
- 1994 - Love Is Always Seventeen

### Raccolte
- 1985 - Anthology
- 2002 - The David Gates Songbook

### Singoli
- 1957 - Jo Baby
- 1958 - Pretty Baby
- 1959 - Swingin' Pretty Dolls
- 1960 - What's This I Hear
- 1960 - The Happiest Man Alive
- 1961 - Teardrops in My Heart
- 1962 - Sad September
- 1963 - No One Really Loves a Clown
- 1964 - The Oakie Surfer
- 1964 - My Baby's Gone Away
- 1964 - She Don't Cry
- 1965 - Little Miss Stuck-Up
- 1965 - Just a Lot of Talk
- 1965 - Sad September
- 1965 - Let You Go
- 1965 - I Don't Come from England
- 1973 - Suite: Clouds, Rain
- 1973 - Sail Around the World/Lorilee
- 1975 - Never Let Her Go
- 1975 - Part-Time Love
- 1977 - Goodbye Girl
- 1978 - Took the Last Train
- 1979 - Where Does the Lovin' Go
- 1980 - Can I Call You
- 1980 - Falling in Love Again
- 1981 - Take Me Now
- 1981 - Come Home for Christmas
- 1994 - I Can't Find the Words to Say Goodbye